# Инграм
 Тази статия е за франкския граф.  За ирландския режисьор вижте Рекс Инграм.  
Инграм (на немски: Ingram, Ingerman; * 745 г.) е франк, граф на Хеспенгау от род Робертини през 8 век, баща на императрица Ирмингарда, втората съпруга на император Лудвиг Благочестиви.

## Произход и семейство
Той произлиза от висш благороднически род от Хасбания, днешен Хеспенгау, при Лиеж. Племенник е на Хродеганг (* 715; † 766), епископ на Метц от 742 г. и внук на Ландрада и Зиграм.
Инграм се жени за Хедвига от Бавария. Двамата имат дъщеря през 780 г. Ирмингарда, която от 794 г. е първата съпруга на по-късния император Лудвиг Благочестиви и майка на император Лотар I (795 – 855), Пипин I (крал на Аквитания), Лудвиг II „Немски“ (крал на Източнофранкско кралство).